# Embaixada da Namíbia em Brasília
A Embaixada da Namíbia em Brasília é a principal representação diplomática namibiana no Brasil. O embaixador atual é Samuel Sheefeni Nuuyoma. A embaixada namibiana foi criada em Brasília em 2003. Além da embaixada, a Namíbia mantém um Consulado Honorário no Rio de Janeiro.

## Histórico
Brasil e Congo estabeleceram relações diplomáticas em 1990, após a independência da nação africana, e logo depois a embaixada brasileira em Vinduque foi aberta. A embaixada da Namíbia em Brasília foi instalada em 2003.

### Lista de embaixadores
| Embaixador               | Entrega das cartas credenciais | Presidente da Namibia | Presidente do Brasil      |
| ------------------------ | ------------------------------ | --------------------- | ------------------------- |
| Patrick Nandago          | 18 de junho de 2004            | Sam Nujoma            | Luiz Inácio Lula da Silva |
| Hopelong Ushona Ipinge   | 7 de novembro de 2006          | Hifikepunye Pohamba   | Luiz Inácio Lula da Silva |
| Lineekela Josephat Mboti | 8 de setembro de 2010          | Hifikepunye Pohamba   | Luiz Inácio Lula da Silva |
| Samuel Sheefeni Nuuyoma  | 26 de janeiro de 2016          | Hage Geingob          | Dilma Rousseff            |

## Serviços
A embaixada realiza os serviços protocolares das representações estrangeiras, como o auxílio aos namibianos que moram no Brasil e aos visitantes vindos da Namíbia e também para os brasileiros que desejam visitar ou se mudar para o país africano - a comunidade brasileira no país é estimada em cerca de duzentas pessoas, a maioria relacionada a uma missão da Marinha do Brasil que presta assessoria à estruturação da Marinha da Namíbia. A Namíbia mantém também um consulado honorário, no Rio de Janeiro.
Outras ações que passam pela embaixada são as relações diplomáticas com o governo brasileiro nas áreas política e econômica. O Brasil mantém acordos de cooperação com a Namíbia, sendo o mais importante a cooperação naval da Marinha do Brasil.